# Черепин (Житомирская область)
Чере́пин (укр. Черепин) — село на Украине, основано в 1719 году, находится в Овручском районе Житомирской области.
Код КОАТУУ — 1824288401. Население по переписи 2001 года составляет 349 человек. Почтовый индекс — 11136. Телефонный код — 4148. Занимает площадь 94,1 км².

## Адрес местного совета
11136, Житомирская область, Овручский р-н, с.Черепин